# Bruno de Saxonia

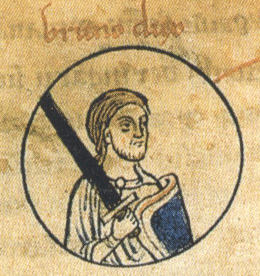
Bruno dux, Chronica Sancti Pantaleonis, cca. 1237

Bruno, Brun sau Braun (d. 2 februarie 880) a fost duce de Saxonia de la 866 până la moarte.

## Viața
Bruno era fiul cel mai mare al contelui saxon Liudolf și al soției acestuia, Oda din familia Billungilor. Bruno este considerat ca strămoș al nobilei familii Brunonen, una dintre ramurile dinastiei Ottoniene.
Dat fiind că tatăl său este descris ca dux orientalis Saxonum, adică conducător al Saxoniei de est (Estfalia), este posibil ca Bruno, în conformitate cu Res gestae saxonicae a cronicarului Widukind de Corvey, să fi fost într-adevăr dux totius Saxonum. Ridicarea familiei sale este documentată prin faptul că sora lui Bruno, Liutgarda s-a căsătorit în 874 cu Ludovic cel Tânăr, fiul regelui carolingian Ludovic Germanul, drept pentru care este numit ducem et fratrem reinæ.
Bruno a murit, alături de alți nobili saxoni, într-o bătălie împotriva războinicilor vikingi (probabil danezi) la 2 februarie 880. Bătălia de la Ebstorf, din apropiere de Lüneburg a constituit o înfrângere decisivă, în care ducele Bruno, episcopii de Minden și Hildesheim, ca și 12 conți saxoni, au fost uciși. Potrivit episcopului-cronicar Thietmar de Merseburg, Bruno a murit în apele unui râu, probabil în timpul retragerii. El a fost succedat de către fratele său mai tânăr, Otto "cel Ilustru".
Bruno este venerat ca sfânt și martir al Bisericii Catolice, fiind onorat în ziua de 2 februarie. Potrivit legendei, el este întemeietorul Braunschweigului și strămoș al contelui Bruno I, deși afilierea este nesigură.